# Triumf Klélie (Mysliveček)
Triumf Klélie (v italském originále Il trionfo di Clelia) je italská opera seria ve třech dějství českého skladatele Josefa Myslivečka z 18. století. Byla složena na libreto italského básníka Pietra Metastasia. V 18. století skladatelé běžně využívali starší libreta, zejména právě Metastasiova. Text Triumfu Klélie byl výjimečně poměrně nový (poprvé jej využil Johann Adolf Hasse pro svou stejnojmennou operu dávanou ve Vídni roku 1762) v době, kdy Mysliveček obdržel zakázku na tuto operu pro provedení v Turíně.

## Vznik a historie díla
Myslivečkův Triumf Klélie byl poprvé proveden v turínském Teatro Regio dne 26. prosince 1767, tedy na začátku karnevalové operní sezóny 1768. Operní představení na turínském královském dvoře, která se konala jen po dobu karnevalové sezony na začátku každého roku, byla proslulá svou honosnou výpravou. Jednalo se o první zakázku, kterou Mysliveček získal po svém obrovském úspěchu v Neapoli roku 1767, zejména s Bellerofontem. Brzy mu byly směřovány zakázky ze všech hlavních operních center Itálie. Obsazení turínské inscenace Triumfu Klélie zahrnovalo známou sopranistku Caterinu Gabrielliovou, jež měla značný podíl na úspěchu Bellerofonta v Neapoli. Vedle ní v Turíně účinkovala Francesca Gabrielliová, patrně její sestra, vedle stárnoucího kastráta Sebastiana Emilianiho. Myslivečkův Triumf Klélie nebyl nikdy proveden v jeho rodné Praze, ale je zřejmé, že partituru přivezl s sebou, když navštívil Prahu počátkem roku 1768, protože některé árie z této opery byly kopírovány do církevních sbírek v Čechách v následujících desetiletích. Stejný byl i osud árií z jeho dřívějších oper Semiramis znovu poznaná a Bellerofontés, které byly uvedeny v Divadle v Kotcích po skladatelově návratu v roce 1768.

## Osoby a první obsazení
| Osoba                                                                                      | Hlasový obor     | Premiéra (26. prosince 1767) |
| ------------------------------------------------------------------------------------------ | ---------------- | ---------------------------- |
| Porsenna, král Etrusků                                                                     | tenor            | Gaetano Ottani               |
| Klélie (Clelia), mladá vznešená Římanka zajatá v etruském táboře, která si má vzít Horatia | soprán           | Caterina Gabrielli           |
| Horatius (Orazio), římský vyslanec                                                         | soprán (kastrát) | Luca Fabri                   |
| Larissa, dcera Porsenny, tajně zamilovaná do Mannia, která si má vzít Tarquinia            | soprano          | Francesca Gabrielli          |
| Tarquinius (Tarquinio), zamilovaný do Klélie                                               | soprán (kastrát) | Sebastiano Emiliani          |
| Mannius (Mannio), kníže Venetů, zamilovaný do Larissy                                      | soprán (kastrát) | Filippo Lorenzini            |

## Děj opery
Porsenna, král Etrusků, vzal ve svou ochranu Tarquinia, syna svrženého římského krále Tarquinia Superba, a nyní vede válku proti Římanům s cílem dosadit svého chráněnce na trůn. Současně mu hodlá dát za ženu svou dceru Larissu, do níž je zamilován Porsennův spojenec a kníže Venetů Mannius. Obležené město dojednalo s králem několikadenní příměří a přitom mu muselo předat několik římských žen, mezi nimi vznešenou Klélii, snoubenku P. Horatia Cocla, jako rukojmí.

### 1. dějství
Děj začíná scénou v Kléliině zajetí. Tarquinius se snaží Klélii svést, a to i nabídkou římského trůnu. Klélie však zná Tarquiniův rod a minulost a svržený princ je jí odporný. Přichází Tarquiniova nevěsta Larissa a Tarquinius předstírá náklonnost k ní. Klélie však neváhá Larissu podrobně informovat o Tarquiniově povaze. K Porsennovi přichází Horatius jako vyslanec Říma; před přijetím u krále se setkává s milovanou Klélií. Ta jej prosí, aby ji vysvobodil, Horatius jí však vysvětluje, že ji má sice rád, vlast má však raději a musí nejprve splnit své poslání. Klélii jeho vlastenectví imponuje. Když Horatius odejde k audienci, získá Klélie na svou stranu Mannia: pokud jí pomůže prokázat Porsennovi Tarquiniovu ničemnou povahu, nepochybně dá král svou dceru raději Manniovi (a zastaví válku proti Římu).
Horatius je králem, který římské ctnosti obdivuje, přijat vlídně a oba hovoří o přednostech monarchie a republiky, rozhovor však skončí bezvýsledně. Tarquinius Horatia vyhledá a přednese mu (neupřímný) návrh: nechť se Horatio vzdá Klélie v Tarquiniův prospěch a ten přesvědčí Porsennu, aby válku proti Římu zastavil. V Horatiovi se sváří city milence s povinnostmi vlastence a v rozpacích se Klélii vyhýbá.

### 2. dějství
Tarquiniovi nevyhovuje vojenské váhání. Rozhodne se porušit příměří. O tom se ovšem dozví Mannio a od něj Klélie, která s informací spěchá k Horatiovi. Ten zprvu nechce věřit, pak se ale rychle vrací varovat Řím.
Porsenna tuší, že Larissa miluje Mannia, upomíná ji však, že je zaslíbena Tarquiniovi. Klélie si přichází stěžovat králi, že se jeho vojsko chystá zrádně porušit příměří; Porsenna to odbude jako nesmysl. Larissa však soukromě Klélii podezření potvrdí a Mannio přináší zprávu, že již dochází k boji. Mannio a Larissa využívají příležitosti a vyznají si lásku.
Etruská vojska vedená Tiberiem zatím zahnala římské obránce v čele s Horatiem přes Tiberu. Hrdinný Horatius jim zabránil v postupu jen tak, že nechává strhnout most. Tarquinius je nedokonalým úspěchem rozzuřen; rozhoduje se ukojit své vášně alespoň tím, že se zmocní Klélie násilím.

### 3. dějství
Klélie sama na břehu Tiberu bilancuje svou situaci. V tom se jí dostane (Manniovým prostřednictvím) do rukou dopis psaný Tarquiniem, ve kterém mluví i o tom, že sám porušil příměří, i o tom, že se chystá zmocnit Klélie. Když dotyčná dívka vidí přibližovat se Tarquinia s jeho stráží, vrhne se do Tiberu a plave na římskou stranu. Tarquinius a přibíhající Larissa jen mohou ze břehu sledovat, jak se jí podařilo zrádnou řeku překonat.
Tarquinius poté informuje Porsennu o vojenském střetu a tvrdí, že příměří porušili Římané v čele s Horatiem; důkazem mimo jiné je, že pomohli uprchnout Klélii, která je nyní v Římě. Přichází opět jako vyslanec Horatius. On a Porsenna si navzájem vyčítají porušení dohod. Pravda vyjde najevo až tehdy, když se objeví opět Klélie, přednese své svědectví a předloží Tarquiniův list. Tarquinius prchá. Porsenna je podle svých slov přesvědčen hrdinstvím Mucia Scaevoly a Horatia, definitivní triumf Říma však pro něj představuje plavecko-vlastenecký výkon Klélie. Uzavírá s Římem mír a přátelství.